# Jin Matsubara
Jin Matsubara (jap. 松原 仁, Matsubara Jin; 31. srpnja 1956.) japanski je političar i 85. predsjednik Nacionalne komisije za javnu sigurnost Japana.

## Životopis
Rođen je u Tokiju. Diplomirao je na Fakultetu trgovine Sveučilišta Waseda. Od siječnja 2012. obnaša dužnost predsjednika Nacionalnog povjerenstva za javnu sigurnost, ministra nadležnog za otmice te ministra nadležnog za sigurnost potrošača i hrane.

## Vanjske poveznice
- www.jin-m.com